# Myrsine dilloniana
Myrsine dilloniana är en viveväxtart som beskrevs av J.J. Pipoly. Myrsine dilloniana ingår i släktet Myrsine och familjen viveväxter. Inga underarter finns listade i Catalogue of Life.